# Nationaal park Björnlandet

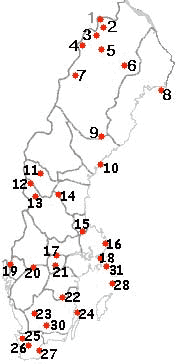
Björnlandet is nummer 9 op de kaart

Nationaal park Björnlandet (Zweeds: Björnlandets Nationalpark) is een nationaal park in het Noorden van  Zweden. Het is gesticht in 1991 en heeft een oppervlakte van drieëntwintig vierkante kilometer. Het ligt in Lapland, bij Fredrika. Kenmerkend voor het gebied zijn de grote oppervlakte primair bos en de vele steile ravijnen.

## Geologie en klimaat
Het nationaal park is een morenelandschap met talloze verspreid liggende rotsblokken. Het park wordt aan de noordkant begrensd door een bergketen (met een hoogste punt van 550 meter) en aan de zuidkant steile rotsen met hoogtes van circa 70 meter. De ondergrond bestaat uit voor Noord-Zweden typische graniet. De combinatie van hoge grondwaterstanden en vorst zorgt voor erosie van het rotsmateriaal. Het klimaat wordt gekenmerkt door koude winters en relatief warme zomers. Er valt betrekkelijk weinig regen.

## Flora en Fauna
Het nationale park bestaat uit overblijfselen van boreaal bos, dat kenmerkend is voor grote delen van Zweden, met overvloedige dennenbossen en door sparren gedomineerde moerasbossen. Vooral de dennenbossen zijn relatief soortenarm vanwege de voedselarme ondergrond en het harde klimaat. We vinden er de blauwe bosbes (Vaccinium myrtillus), rijsbes (Vaccinium uliginosum) en rode bosbes (Vaccinium vitis-idaea). De grove den (Pinus sylvestris) domineert maar op steeds meer plaatsen treedt de spar (Picea abies) op de voorgrond. Op sommige plaatsen is loofbos met soorten als ruwe berk (Betula pendula), zachte berk (Betula pubescens) en grijze els (Alnus incana). In de sparren-moerasbossen vinden we naast mossen, varens, paardenstaarten, onder meer de kruiden dalkruid (Maianthemum bifolium), zevenster (Trientalis europaea) en het (Laplandse) speenkruid (Ranunculus lapponicus). Daarnaast komen er veel korstmossen voor waaronder baardmos.
Af en toe trekken de bruine beer (Ursus arctos) en de lynx (Lynx lynx) door het park. Algemener zijn de bever (Castor fiber), het eland (Alces alces) en de boommarter (Martes martes), alle typische vertegenwoordigers van de boreale bossen.
Vogels in het park zijn onder meer auerhoen (Tetrao urogallus), keep (Fringilla montifringilla), fitis (Phylloscopus trochilu), drieteenspecht (Picoides tridactylus), hazelhoen (Bonasa bonasia) en steenarend (Aquila chrysaetos).

## Beheer
In het nationaal park zijn weinig sporen van menselijke bewoning te vinden, afgezien van een enkele houthakkershut of een paardenstal. Hier en daar zijn de effecten van bosbouw zichtbaar, die werd stopgezet in 1952. Op kleine schaal vindt beweiding plaats.

## Toerisme
Het park is per auto te bereiken via weg 92 (Frederika - Åsele). Bij het meer Angsjön is een parkeerplaats met informatiebord, toilet, schuilgelegenheid en een vuurplaats. Wie wil verblijven in het park, moet een tent meenemen. In het nabijgelegen Åsele zijn een hotel, hutten en een camping.
In het nationaal park Björnlandet zijn verschillende gemarkeerde wandelroutes. Buiten deze paden wandelen wordt riskant geacht.